# Hollenfels
Hollenfels (lb. Huelmes) – wieś (Uertschaft) w środkowym Luksemburgu, w kantonie Mersch, w gminie Helperknapp. Do 3 października 2015 miejscowość leżała w dystrykcie Luksemburg, a do 31 grudnia 2017 należała do gminy Tuntange. Liczy 583 mieszkańców (31 grudnia 2022). 
Znajduje się tutaj zamek Hollenfels.